# هانس گرشولر
هانس گرشولر (انگلیسی: Hans Gerschwiler) (متولد ۲۱ ژوئن ۱۹۲۰ – درگذشته ۲۷ سپتامبر ۲۰۱۷) اسکیت‌باز نمایشی اهل سوئیس بود.